# 奈特·瑞斯
纳撒尼尔·约瑟夫·瑞斯（英語：Nathaniel Joseph Ruess；1982年2月26日-）是一名美國歌手與詞曲創作者。他是獨立流行樂團歡樂.樂團的主唱以及The Format的前成員。2015年，他亦開啟了個人職業生涯。

## 外部連結
- 官方網站 （页面存档备份，存于）
- 维基共享资源上的相關多媒體資源：奈特·瑞斯